# 马萨拉奇
马萨拉克，是西班牙加泰罗尼亚赫罗纳省的一个市镇。总面积13平方公里，总人口241人（2001年），人口密度19人/平方公里。